# Charles Churchill
Charles Churchill, född i februari 1731, död den 4 november 1764, var en engelsk satiriker.
Churchill var ursprungligen präst, men gjorde sig i ett slag berömd genom den satiriska dikten The Rosciad, som skoningslöst gisslade Londons främsta skådespelare. 
Med en rad rimmade satirer, bland annat Prophecy of Famine (1763) ställde sig Churchill senare i politikens tjänst.
Hans samlade dikter med biografi utgavs 1804 av William Tooke, en ny upplaga utgavs av James Hannay (3:e upplagan 1892).